# Дзюсин Лайгер
Кэйити Ямада (яп. 山田恵一, род. 10 ноября 1964, Нака), более известный как Дзюсин Лайгер (яп. 獣神ライガー), а позже Дзюсин «Гром» Лайгер (яп. 獣神サンダー・ライガー) — японский рестлер, наиболее известный своей работой в New Japan Pro-Wrestling (NJPW), где он был самым продолжительным членом ростера, оставаясь в компании с момента своего дебюта в 1984 году до завершения карьеры в январе 2020 года. За свою карьеру, которая длилась три с половиной десятилетия, он провел более 4 000 матчей и выступал на крупных мероприятиях различных промоушенов по всему миру.
Дебютировав под своим настоящим именем в NJPW в 1984 году, в 1989 году он получил прозвище Дзюсин Лайгер, основанное на одноименном аниме-сериале. В 1990 году получил имя Дзюсин «Гром» Лайгер и добился небывалого успеха в дивизионе младших тяжеловесов, выиграв титул чемпиона IWGP в полутяжёлом весе рекордные 11 раз и установив рекорд по продолжительности чемпионства, которое длилось 628 дней. Лайгер стал первым трехкратным победителем турнира Best of the Super Juniors (этот рекорд в итоге был побит Хирому Такахаси), бывшим шестикратным командным чемпионом IWGP в полутяжёлом весе, дважды выигрывал Super J Cup (в 1995 и 2000 годах) и был введен в Зал славы Wrestling Observer Newsletter в 1999 году. Лайгер также участвовал в матче открытия первого шоу в «Токио Доум» 4 января 1992 года, а также в первом в истории матче на WCW Monday Nitro. Его часто называют одним из величайших рестлеров в младшем тяжёлом весе всех времен. Он также был введен в Зал славы WWE в 2020 году.
Лайгер провел свой последний матч 5 января 2020 года на Wrestle Kingdom 14, через 35 лет после дебюта.

## Титулы и достижения
- All Star Wrestling
  - World Heavy Middleweight Championship (2 раза)[2]
- Consejo Mundial de Lucha Libre
  - CMLL Universal Championship (2010)[3]
  - CMLL World Middleweight Championship (1 раз)[4]
  - CMLL World Tag Team Championship (1 раз) – с Хироси Танахаси[5]
- Dragon Gate
  - Open the Dream Gate Championship (1 раз)[6]
- Jersey All Pro Wrestling
  - JAPW Light Heavyweight Championship (1 раз)[7][8]
- Michinoku Pro Wrestling
  - British Commonwealth Junior Heavyweight Championship (2 раза)[6]
  - Super J-Cup (2000)[9]
- National Wrestling Alliance
  - NWA World Junior Heavyweight Championship (2 раза)[6][10]
- New Japan Pro-Wrestling
  - Чемпион IWGP в полутяжёлом весе (11 раз)[6]
  - Командный чемпион IWGP в полутяжёлом весе (6 раз) – с Великим Сасуке (1), Эль Самураем (1), Минору Танака (1), Кодзи Канемото (1), Акирой (1) и Маской Тигра (1)[6]
  - J-Crown (1 раз)[11]
  - NWA World Welterweight Championship (1 раз)[6]
  - UWA World Junior Light Heavyweight Championship (1 раз)[6]
  - WWA World Junior Light Heavyweight Championship (1 раз)[6]
  - Чемпион WWF в полутяжёлом весе (1 раз)[6]
  - WAR International Junior Heavyweight Championship (1 раз)[12]
  - Top/Best of the Super Juniors (1992, 1994, 2001)[13]
  - G1 Climax Junior Heavyweight Tag League (2001) – с Эль Самураем[14]
  - Naeba Prince Hotel Cup Tag Tournament (2001) – с Юдзи Нагатой[15]
  - Кубок молодых львов (1986)[16]
  - Награда за выдающиеся достижения (2000)[17]
  - Лучший командный бой (2003) с Кодзи Канэмото против Котаро Судзуки и Наомичи Маруфудзи, 10 июня[18]
  - IWGP Junior Heavyweight Title #1 Contendership Tournament (1990)[19]
- Osaka Pro Wrestling
  - Osaka Pro Wrestling Tag Team Championship (1 раз) – с Такэхиро Мурахамой[6]
- Pro Wrestling Illustrated
  - № 8 в топ 500 рестлеров в рейтинге PWI 500 в 2000[9]
- Pro Wrestling Noah
  - GHC Junior Heavyweight Championship (1 раз)[20]
  - GHC Junior Heavyweight Tag Team Championship (1 раз) – с Маской Тигра[21]
  - NTV G+ Cup Junior Heavyweight Tag League (2013) – с Маской Тигра[21]
- Revolution Pro Wrestling
  - British J Cup (2017)[22]
- Tokyo Sports
  - Награда новичка (1985)
  - Награда за выдающиеся достижения (1994)
- Vendetta Pro Wrestling
  - Специально приглашенная звезда года (2015)[23]
- World Championship Wrestling
  - Чемпион WCW в полутяжёлом весе (1 раз)[6]
- WWE
  - Зал славы WWE (с 2020 года)[24]
- Wrestle Association R
  - WAR International Junior Heavyweight Tag Team Championship (1 раз) – с Эль Самураем[6]
  - Super J-Cup (1995)[25]
- Wrestling Observer Newsletter
  - Лучший образ (1989)[26]
  - Лучший летающий рестлер (1989–1993)[26]
  - Лучший технический рестлер (1989–1992)[26]
  - Лучший приём (1987, 1988) Shooting star press[26]
  - Матч года (1990) против Наоки Сано, 31 января в Осаке, Япония[26]
  - Самый выдающийся рестлер (1990–1992)[26]
  - Новичок года (1984) в паре с Томом Зенком[26]
  - Зал славы Wrestling Observer Newsletter (с 1999 года)

## Luchas de Apuestas
| Дзюсин «Гром» Лайгер (маска) | Пегас Кид (маска)   | Фукуока, Япония | Summer Struggle 1991 | 4 июля 1991   | [ 27 ] |
| Дзюсин «Гром» Лайгер (маска) | Маска Тигра (маска) | Токио, Япония   | Battlefield          | 4 января 1994 | [ 28 ] |